# أنستاس (اسم)
أنستاس اسم علم معرب مذكر أصله يوناني، له عدة تهجئات عربية، منها أنسطاس ونسطاس ونسطس وأسطيثيانوس، ومعناه البعيث أو القائم من الموت، وفقاً لمعجم المساعد.

## شخصيات تحمل الاسم
أنستاس الكرملي رجل دين مسيحي ولغوي عراقي لبناني
أنستاس بتروف لاعب كرة قدم بلغاري
أنستاس كريستو لاعب كرة قدم ألباني
أنستاس ميكويان سياسي ورجل دولة سوفيتي
نسطاس بن جريج طبيب مصري